# Palemonas (stacja kolejowa)
Palemonas – stacja kolejowa w Kownie, w dzielnicy Palemonas, na Litwie. Znajduje się na linii kolejowej Wilno – Kowno.
Położona jest na północny wschód od głównego dworca w Kownie.